# Micronycteris microtis
Micronycteris microtis (Miller, 1898) è un pipistrello della famiglia dei Fillostomidi diffuso in America centrale e meridionale.

## Descrizione

### Dimensioni
Pipistrello di piccole dimensioni, con la lunghezza della testa e del corpo tra 35 e 51 mm, la lunghezza dell'avambraccio tra 32 e 37 mm, la lunghezza della coda tra 8 e 15 mm, la lunghezza del piede tra 8 e 12 mm, la lunghezza delle orecchie tra 17 e 22 mm e un peso fino a 9 g.

### Aspetto
La pelliccia è lunga e lanuginosa. Le parti dorsali variano dal bruno-rossastro al bruno-grigiastro con la base dei peli bianca, mentre le parti ventrali sono bruno-grigiastre chiare. Il muso è allungato, la foglia nasale è ben sviluppata, lanceolata e con la porzione anteriore saldata al labbro superiore soltanto alla base, mentre sul labbro inferiore è presente un cuscinetto carnoso a forma di V. Le orecchie sono grandi, ovali, ricoperte di peli alla base del margine anteriore e unite sulla testa da una membrana poco sviluppata con un profondo incavo centrale superficiale. Il trago è corto, triangolare e con un piccolo incavo alla base del margine posteriore. Le ali sono attaccate posteriormente sulle caviglie. La coda è lunga circa la metà dell'ampio uropatagio. Il calcar è più lungo del piede. Il cariotipo è 2n=40 FNa=68.

## Biologia

### Comportamento
Si rifugia in gruppi di 4-6 individui nelle cavità degli alberi, tronchi abbattuti, canali d'irrigazione e tra ammassi rocciosi. Preferisce ambienti con illuminazione naturale e se minacciati prendono immediatamente il volo.

### Alimentazione
Si nutre di insetti catturati in volo o raccolti sulla vegetazione.

### Riproduzione
Danno alla luce un piccolo alla volta alla fine della stagione delle piogge.

## Distribuzione e habitat
Questa specie è diffuso dagli stati messicani di Jalisco e Tamaulipas attraverso tutta l'America centrale fino al Brasile settentrionale.
Vive nelle foreste primarie, primarie di palude, foreste spinose decidue, pascoli e giardini fino a 2.600 metri di altitudine.

## Tassonomia
Sono state riconosciute 2 sottospecie:
- M.m.microtis: Colombia, Venezuela, Guyana, Guyana francese, stati brasiliani di Pará e Amazonas;
- M.m.mexicana (Miller, 1898): dagli stati messicani di Jalisco e Tamaulipas attraverso il Belize, Guatemala, Honduras, El Salvador, Costa Rica fino a Panama.

## Conservazione
La IUCN Red List, considerato il vasto areale, la popolazione presumibilmente numerosa, la presenza in diverse aree protette e la tolleranza alle modifiche ambientali, classifica M.microtis come specie a rischio minimo (Least Concern)).